# Gut Alte Teich
Das Gut Alte Teich (oder Alteteich) liegt etwa 600 m nordwestlich von Atzelrode, einem Stadtteil von Rotenburg an der Fulda im nordhessischen Landkreis Hersfeld-Rotenburg. Das Gut war ehemals ein Hofgut eines Zweigs der Herren Riedesel, die auch das Schloss Ludwigseck innehatten.
Das ehemals landwirtschaftliche Gut liegt auf 287 m Höhe an der Gemeindestraße „Zum Alten Teich“ und an einem parallel dazu verlaufenden kleinen Bach, der etwa 200 m weiter südlich bei dem „Alten Teich“ in den Mündersbach mündet.
Wann der Gutshof gebaut wurde, ist nicht bekannt, aber er gehörte spätestens 1585 zum Amt Rotenburg der Landgrafschaft Hessen-Kassel.
Nach mehreren Besitzwechseln seit den 1980er Jahren wurde das Gutshaus ab 2001 zu einem Wohnhaus umgebaut. Die landwirtschaftlichen Flächen wurden verkauft.